# 授精
授精（Insemination）是指有意、刻意的將雄性動物或精子送入雌性動物體中，使雌性動物受精，達到有性生殖目的之行為。通常發生在動物進行交配行為時，雄性哺乳動物將精子或精液輸送到雌性的子宮，或卵生動物將精液輸送至輸卵管內的過程。授精也可以透過自然交配以外的科學方式進行，像是人工授精。
在人類的繁衍過程中，每一種形式的授精都會涉及法律、道德與人際關係，並可能具有不同的含意。但無論使用性交授精或人工授精，其後懷孕的過程都是一樣的。
在英文中，Insemination又稱做in vivo fertilisation，即體內授精，因為卵子是在體內受精的。體外人工受精稱做in vitro fertilisation，兩者之間是不同的。
在植物的繁衍過程發生的授精行為通常稱做授粉，主要發生在農業、生物科技產業或生物科學研究中。

## 自然授精
通過性交為女性授精，在技術上稱為自然授精（Natural Insemination, NI）即字面所指的「透過自然的方式授精」。不過自然授精這個詞語的用法通常發生在一個「由第三方進行」的背景前提下，描述精子提供者並非被授精女性的通常性伴侶，同時這名精子提供者是使用直接性交進行授精，而不是提供已被取出體外的精子或是精液。這樣的自然授精一樣可以被定位為一種人工授精的技術。不過這種人工授精通常是由人與人之間私下協調進行，而不是通過生育中心或醫療單位進行的，這種方式也可能帶來較高的健康風險，因為這是一種包含體內射精的不安全性行為。
不過自然授精的倡導者認聲稱，這種「自然的」人工授精具有較高的懷孕率，而且較一般的人工授精「更自然」，不過醫學上並沒有研究證實自然授精會有較高的受孕率。此外，由於自然授精的懷孕過程與一般性交懷孕的過程相同，因此依然被認為是一種自然的過程，因此精子提供者必須為孩子的撫養權及監護權負責，這代表必須要慎重處理法律上的問題，包和撫養權、監護權的拋棄或轉讓，如處理不當，甚至可能產生繼承權及遺產的糾紛。
在大多數的文化中，女性被男性使用性交的方式導致懷孕，都會涉及到社會規範、禁忌與性抑制（sexual inhibitions），同時包含不同的法律、道德與人際關係意涵；無論男性是女性的丈夫與否、男性是女性的通常性伴侶與否。

## 人工授精
主條目：人工授精
人工授精是指通過性交以外的方式將精子送入人類女性或雌性動物的生殖系統中（可能是陰道、子宮或是輸卵管）使其受精的過程。
在人類繁衍上，通常是當男性或女性無法通過自然方式懷孕時、使用人工介入的一種方式。目前常用的人工授精技術包括宮頸內人工授精（Intracervical Insemination，ICI）與宮腔內人工授精。（Intrauterine Insemination，IUI）。相對於自然授精，人工授精可能更具侵入性，且因為可能需要更專業的協助和醫學知識，而需要付出更高的成本。精子可能來自於受孕者指定的性伴侶或精子捐贈者。使用捐精者精液的常為女同性戀伴侶或單身女性，或是異性戀伴侶中男性患有不孕症者。除了前述的情況，因男性伴侶死亡或伴侶因疾病、傷殘等意外使身體無法進行授精時，女性伴侶也可以藉由事前保存或是事後取出（如可行）的方式進行人工授精。
有些國家的法律會明列限制和規範，以管控捐精、人工授精及授精後產生的結果。並根據這些規定來決定捐精的條件、以及使用精子的條件（包含什麼樣的原因、什麼樣的需求）。不過有些女性在其生活的國家法律下不符合接受人工授精條件時，會前往其可以進行或符合條件的國家進行人工授精。
在畜牧業中，人工授精被普遍運用於家畜繁殖，並且為有效增加繁殖的方式。

## 其他形式
在不同的動物中，精子可能通過各種不同的方式進入雌性的生殖道。例如：
- 在一些半翅目的物種中，精子可以通過創傷性授精，透過暴力造成體壁腸胃的傷害而輸入生殖道。
- 在一些有爪動物門的物種中，當精包與雌性皮膚接觸時，精子會穿過體壁進入雌性身體中。

## 外部連結
- （英文）https://web.archive.org/web/20071013091049/http://www.ivf.com/donorins.html
- （英文）http://www.fertilitystories.com/spermdonor.htm （页面存档备份，存于）
- （英文）New Hope Fertility Center in New York City （页面存档备份，存于） Dr. John Zhang specializes in natural method of IVF